# Theater des Balbus

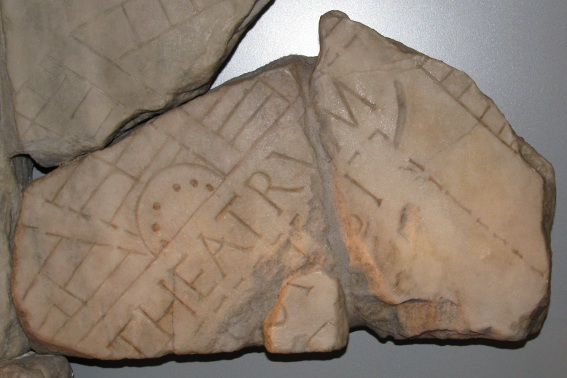
Museo Crypta Balbi, Rom: Ein Stück der Forma Urbis zur Exedra der Krypta Balbi

Das Theater des Balbus (wegen der zugehörigen Kryptoportikus häufig als Theater und Krypta des Balbus behandelt) war ein römischer Baukomplex auf dem mittleren Campus Martius in Rom, der im Jahr 13 v. Chr. eingeweiht wurde.
Nachdem die Anlage lange aufgrund der Verwechslung mit einem Bogenstück des Circus Flaminius unzutreffend lokalisiert worden war, ist heute klar, dass sie unmittelbar südöstlich der Area Sacra am Largo di Torre Argentina und nördlich der Portiken des Circus Flaminus lag.

## Geschichte

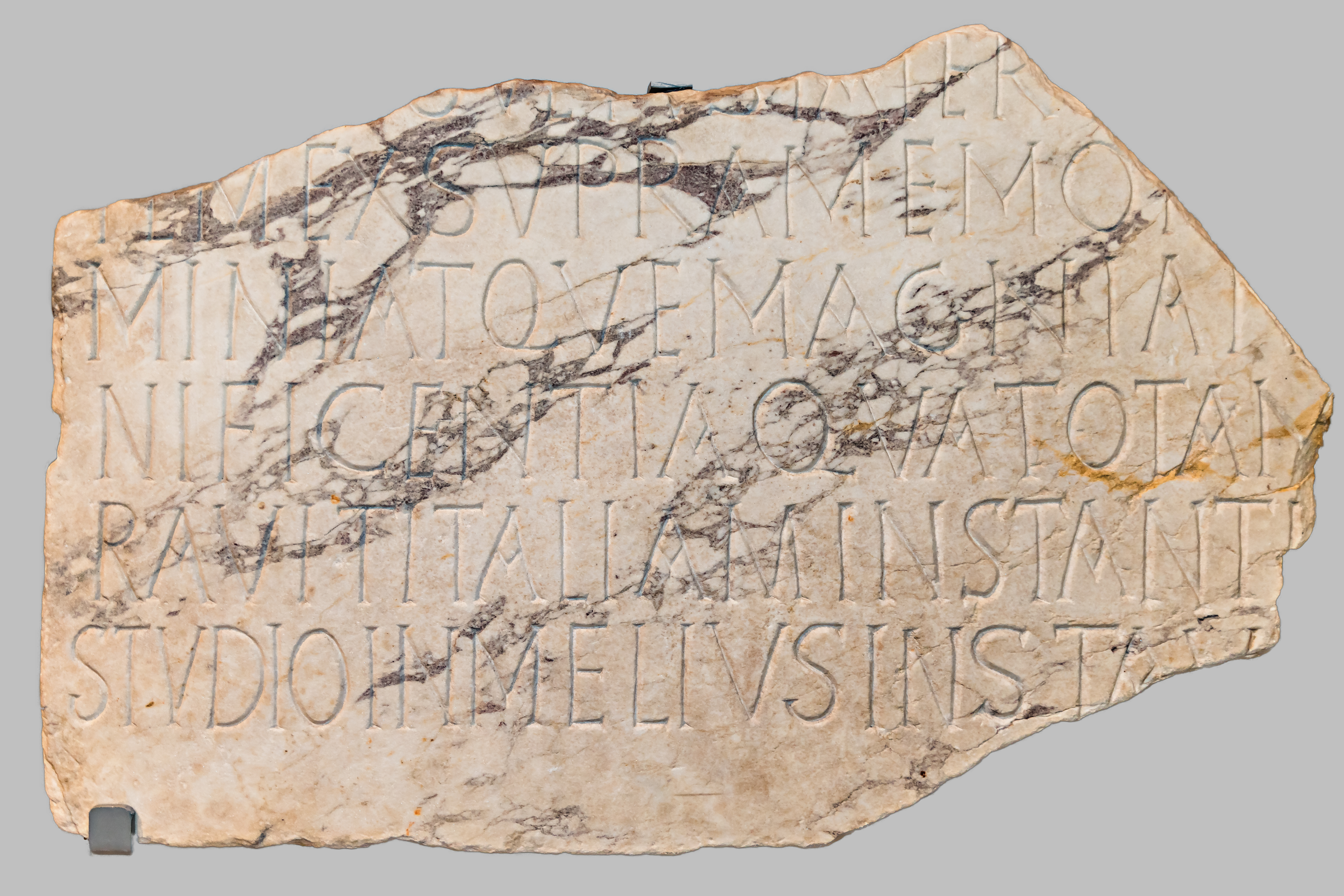
Inschrift aus der Crypta Balbi in Rom, die Theoderich zugeordnet wird

Lucius Cornelius Balbus Minor, Prokonsul in Africa des Prinzeps Augustus und 19 v. Chr. der letzte, der – ohne Mitglied des Kaiserhauses zu sein und überhaupt über ein originäres römisches Bürgerrecht zu verfügen – einen Triumph feiern durfte, ließ den Baukomplex im gleichen Jahr errichten. Beutezüge hatten Balbus minor während seiner Quaestur in der Heimatprovinz Hispania ulterior sowie in seinem erfolgreichen Krieg im Fessan gegen die Garamanten zu beträchtlichem Reichtum verholfen, sodass er den Bau selbst finanzieren konnte. Damit fiel es den Römern leichter, über seine phönizische Herkunft hinwegzusehen und ihm den Theaterbau zuzugestehen.
 
13 v. Chr. weihte Balbus minor das Gebäude ein. Cassius Dio berichtet, dass das Gebiet zur Einweihung des Theaters – wegen einer Überschwemmung des Tibers – mit dem Boot befahren werden musste. 80 n. Chr. wurde der Bau von einem Brand im Marsfeld stark beschädigt und unter Domitian wieder aufgebaut. In der Spätantike wurde das Theater wiederholt von Erdbeben, Feuern und Tiberhochwassern beschädigt. Letzte Renovierungen gehen auf Theoderich in den Jahren 507 bis 511 zurück, derweil das Theater fortgenutzt wurde. 

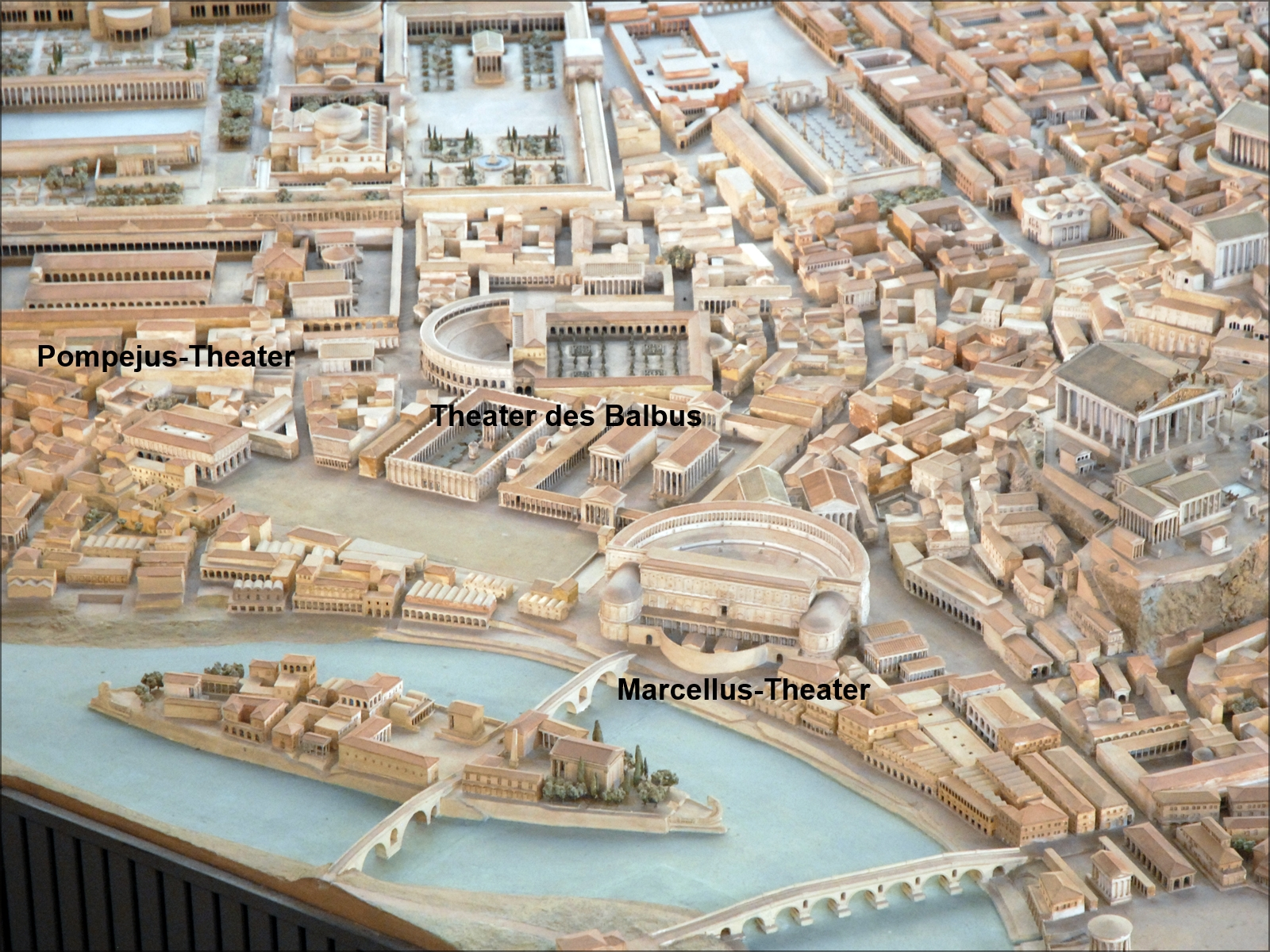
Lage des Theaters des Balbus zwischen den Theatern des Pompejus und des Marcellus

Zur Lokalisierung der Anlage ist in den antiken Quellen nur wenig erwähnt. In Notitia und Curiosum des Regionenkatalogs der Stadt Rom wird es als zur Regio IX circus Flaminius gehörig aufgezählt. Lange war strittig, wo der Komplex genau gelegen haben mag. Nachdem 1960 eine komplette Überarbeitung der Forma Urbis mit den bis dahin notwendigen Ergänzungen und Berichtigungen vorgenommen worden war, gaben die 1562 bereits entdeckten und in der Folge an wechselnden Orten verwahrten Fragmentstücke (FUR AG 1980#30a-c) entscheidenden Aufschluss. Bereits Ende des 19. Jahrhunderts hatte man ohne nähere Lokalisierung erkannt, dass Teile der an das Theater angeschlossenen Portikus darauf verzeichnet und inschriftlich benannt waren. Ab 1981 wurde mit Ausgrabungen begonnen, welche in den 2000er Jahren zum Abschluss kamen. Reste des Zuschauerrundes wurden im Bereich des Palazzo Mattei zwischen Via Caetani und der Via dei Falegnami ausgegraben. Teile der Umfassungsmauer der porticus post scaenam aus Travertin, für die die Crypta Balbi als Substruktion diente, und einer großen Exedra wurden zwischen Via dei Delfini, Via Caetani und Via delle Botteghe Oscure entdeckt. Heute ist dort einer der Außenposten des Museo Nazionale Romano (Crypta Balbi) untergebracht. Ausgestellt wird dort vor allem, was von dem Theaterkomplex zusammengetragen werden konnte.

## Bautyp
Die grundlegende Konzeption des Gebäudekomplexes erinnert stark an das einst benachbarte Ensemble des Pompeiustheaters. Beide Theater waren aus Stein erbaut und hatten eine Skene, eine Portikus und eine Exedra. Beide waren entlang der gleichen West-Ost-Achse ausgerichtet. Das Areal wurde ohne Rücksicht auf die umliegende altertümliche Bebauung freigeräumt, um darauf zu bauen. Interesse an einer städtebaulich harmonischen Gesamtsicht bestand nicht. Plinius überliefert, dass vier Onyx-Säulen im Bereich des Theaters aufgestellt worden seien, wobei ein konkreter Standort nicht erwähnt ist.
Das Theater fasste mit seiner halbkreisförmigen Zuschauertribüne zwischen 7.700–11.510 Plätze und war nach den Theatern des Pompeius und des Marcellus das kleinste der drei Steintheater Roms. Nach Gatti lassen sich die Enden von Cunei der Substruktionen nachweisen, die aus massiven Travertin- und Tuffblöcken (großteils Opus reticulatum) errichtet waren. Vor der Cavea lag die hinsichtlich ihres Errichtungszeitpunktes und der substantiellen Beschaffenheit nicht nachweisbare scaena frons. Hinter dieser schloss sich auf der Ostseite der Anbau der Crypta Balbi an, der Unterbau einer mächtigen dreiflügeligen Portikus. Von dieser konnten Teile archäologisch nachgewiesen werden. Die über 60 Meter lange Außenmauer war in opus quadratum als Quadermauerwerk errichtet. Die ebenfalls über die FUR nachweisbare mächtige Exedra wurde im Außenbereich spätestens ab dem 2. Jahrhundert n. Chr. (unter Hadrian) als Latrine genutzt. Viel diskutiert war eine Inschrift, die sich auf eine bauliche Formation im Hofinneren der Anlage bezog. Sie könnte einen Tempel zu Ehren von Vulcanus genannt haben.